# Campeonato Brasileiro Série A 2008
In 2008 werd de 52ste editie van de Campeonato Brasileiro Série A gespeeld, de hoogste voetbalklasse van Brazilië. De competitie werd gespeeld van 10 mei tot 7 december. São Paulo werd kampioen. 
Aan de competitie namen 20 clubs deel. Zij speelden in één grote groep en speelden een uit- en thuiswedstrijd tegen elk ander team in de competitie. De club met de meeste punten na 38 speelrondes, werd kampioen. Sport mocht naar de tweede fase van de Copa Libertadores als winnaar van de Copa do Brasil.

## Eindstand
| Plaats | Club                | Wed. | W  | G  | V  | Saldo | Ptn. |
| ------ | ------------------- | ---- | -- | -- | -- | ----- | ---- |
| 1.     | São Paulo FC        | 38   | 21 | 12 | 5  | 66:36 | 75   |
| 2.     | Grêmio              | 38   | 21 | 9  | 8  | 59:35 | 72   |
| 3.     | Cruzeiro            | 38   | 21 | 4  | 13 | 59:44 | 67   |
| 4.     | Palmeiras           | 38   | 19 | 8  | 11 | 55:45 | 65   |
| 5.     | Flamengo            | 38   | 18 | 10 | 10 | 67:48 | 64   |
| 6.     | Internacional       | 38   | 15 | 9  | 14 | 48:47 | 54   |
| 7.     | Botafogo            | 38   | 15 | 8  | 15 | 51:44 | 53   |
| 8.     | Goiás               | 38   | 14 | 11 | 13 | 57:47 | 53   |
| 9.     | Coritiba            | 38   | 14 | 11 | 13 | 55:48 | 53   |
| 10.    | Vitória             | 38   | 15 | 7  | 16 | 47:44 | 52   |
| 11.    | Sport do Recife     | 38   | 14 | 10 | 14 | 48:45 | 52   |
| 12.    | Atlético Mineiro    | 38   | 12 | 12 | 14 | 50:60 | 48   |
| 13.    | Atlético Paranaense | 38   | 12 | 9  | 17 | 45:54 | 45   |
| 14.    | Fluminense          | 38   | 11 | 12 | 15 | 49:48 | 45   |
| 15.    | Santos              | 38   | 11 | 12 | 15 | 44:53 | 45   |
| 16.    | Náutico             | 38   | 11 | 11 | 16 | 44:54 | 44   |
| 17.    | Figueirense         | 38   | 11 | 11 | 16 | 49:73 | 44   |
| 18.    | Vasco da Gama       | 38   | 11 | 7  | 20 | 56:72 | 40   |
| 19.    | Portuguesa          | 38   | 9  | 11 | 18 | 48:70 | 38   |
| 20.    | Ipatinga            | 38   | 9  | 8  | 21 | 37:67 | 35   |

|  | Landskampioen en gekwalificeerd voor tweede fase Copa Libertadores 2009 |
|  | Gekwalificeerd voor tweede fase Copa Libertadores 2009                  |
|  | Gekwalificeerd voor eerste fase Copa Libertadores 2009                  |
|  | Gekwalificeerd voor Copa Sudamericana 2009                              |
|  | Degradatie naar Série B                                                 |

### Kampioen
| Campeonato Brasileiro Série A 2008 |
| São Paulo                          |
| ---------------------------------- |
| SÃO Paulo Kampioen (6° titel)      |